# مركز المملكة
مركز المملكة، برج يقع في مدينة الرياض، عاصمة المملكة العربية السعودية. اكتمل إنشاء مركز المملكة عام 2002 م، وهو يقع وسط الرياض على قطعة أرض اشتراها الأمير الوليد بن طلال سنة 1990 م. ويُعد مركز المملكة أحد أبرز المعالم الحضارية في المملكة العربية السعودية وأكثرها شهرة.
بني المركز على أرض مساحتها 94,230 مترا مربعا بمساحة إجمالية 300.000 مترا مربعا، تتعدد استعمالاته من مركز راقي للتسوق وصالة للاحتفالات إلى أدوار مكتبية وأجنحة مكتبية وشقق سكنية فخمة ، هذا بالإضافة إلى فندق الفورسيزن وعدد كبير من المطاعم العالمية. يتميز بإطلالته المميزة والتي يمكن مشاهدتها من أبعد نقطة في المدينة. يتوسط برج المملكة تقاطع أهم ثلاث طرق رئيسية في الرياض، في موقع يسهل الوصول إليه.

## مركز المملكة
يضم مركز المملكة، المقام على مساحة 79000متر مربع، سوق المملكة التجاري الذي يعد أفخم مركز للتسوق في الرياض والمؤلف من ثلاثة أدوار، وبرج للمكاتب بارتفاع 300 متر والذي كان حين بنائه المبنى الأعلى في منطقة الشرق الأوسط. ويحتوي مركز المملكة على ما يزيد عن 65.000 متراً مربعاً من المساحة المعدة للتأجير والتي تتوزع على 30 دوراً من بينها أربعة أدوار للخدمات ودور1يتميز وجسرا معلقاً يربط الطرفين العلويين للبرج.
كما يحتوي البرج إضافة إلى المكاتب وحدات سكنية تضم كل منها ثماني شقق تبلغ مساحتها الإجمالية 8.243 متراً مربعاً، ويضم كذلك فندق فورسيزونز الرياض الذي يحتوي على 197 غرفة و 52 جناحاً وأربعة مطاعم ومركزاً لرجال الأعمال ومسبحاً خارجياً ومرافق للياقة البدنية ومنتجع مياه معدنية. وتدار العمليات اليومية لمركز المملكة من قبل فور سيزونز. وتنظر إدارة المركز في عدد من الخطط الرامية إلى تحقيق قيمة إضافية ومنها إعادة تشكيل بعض الأدوار المخصصة للخدمات من المبنى بهدف زيادة المساحة المتاحة للإيجار.
يبلغ ارتفاع البرج 300 مترا، ويحتوي على 99 طابقا، وفيه مسجد الملك عبد الله، ثاني أعلى المساجد في العالم، المسجد مقام على ارتفاع 183 متر «600 قدم» فوق سطح البحر في الطابق الـ77 في برج بالرياض.كان أعلى المساجد في العالم والان يوجد بمدينة دبي أعلى منه ارتفاعا.
ويعتبر من أطول الأبراج في المملكة في سنة 2005.

## مركز التسوق
يحتوي سوق المملكة التجاري، الواقع في المركز، على 201 مكانا بمساحة إجمالية متاحة للتأجير تصل إلى 38.543 متراً مربعاً تشغل ثلاثة أدوار. ومن بين كبار المستأجرين الاستراتيجيين شركة دبنهامز التي تشغل مساحة 8.364 متراً مربعاً وساكس فيفث آفنيو 5.273 متراً مربعاً. وهذا السوق مصمم لاستهداف صغار السن والموسرين من المتسوقين ويحتوي على محلات لعدد من أشهر الماركات العالمية، بينما تم تخصيص الدور الثالث منه للنساء فقط. وتقدر إدارة الشركة أن حوالي 230.000 شخص يزورون السوق كل أسبوع.
يحتوي مركز التسوق على 161محلا راقيا ومتنوعا. وزعت على ثلاثة أدوار كما يلي:
- دور الخدمات (-1) 11 محلات.
- الدور الأرضي (0) 74 محلا.
- الدور الأول (+1) 37 محلا.
- مملكة المرأة (+2)40 محلا.

## حقائق وأرقام
- بني المركز على أرض مساحتها 230,94 مترا مربعا.
- إجمالي المساحة المبنية 300.000 مترا مربعا.
- تكلفة المشروع 1,717مليون ريال سعودي.
- مدير المشروع شركة بكتل العربية السعودية.
- المصمم Ellerbe Becket ومركز الدراسات العمرانية.
- المقاول السيف مهندسون مقاولون.
- الحفريات 670,000 متر مكعب.
- الخرسانة 230,000 متر مكعب.
- المساحات الزجاجية 85,000 متر مربع.
- صالة الاحتفالات 4,400 متر مربع وتتسع 3,000 شخص.
- يحتوي المشروع على 35 مصعدا، 22 درجا متحركا و 3000 موقف سيارة.
- مساحة الدور الواحد للبرج 2225 مترا مربعا.

تعود ملكية مركز المملكة بالكامل لشركة المركز التجاري التي تملك الشركة حصة فيها بنسبة 49 في المائة، والتي مثلت استثماراً أولياً قدره 431 مليون ريال. وقد حققت شركة المركز التجاري في عام 2006م إجمالي أرباح، قبل خصم الفوائد والضرائب والاستهلاك والإطفاء، وصافي دخل بواقع 86.6 مليون ريال و 22.7 مليون ريال على التوالي، فيما بلغ إجمالي القيمة الصافية لأصولها في 31 ديسمبر 2006م 966.7 مليون ريال.

## معرض صور
ملف:CY_0hSXWMAEYiei.jpg
</gallery>

ملف:Kingdom_Tower_and_Al_Bilad_(207885207).jpg
</gallery>

## انظر ايضا
شركة المملكة القابضة

## وصلات خارجية
- برج المملكة